# Pygomeles
Pygomeles – rodzaj jaszczurek z podrodziny Scincinae w rodzinie scynkowatych (Scincidae).

## Zasięg występowania
Rodzaj obejmuje gatunki występujące endemicznie na Madagaskarze. 

## Systematyka

### Etymologia
Pygomeles: gr. πυγη pugē „zad, kuper”; μελος melos „kończyna”.

### Podział systematyczny
Do rodzaju należą następujące gatunki: 
- Pygomeles braconnieri
- Pygomeles petteri
- Pygomeles trivittatus